# Breakdance under sommer-OL 2024 – B-Girls
B-Girls breakingkonkurrencen ved sommer-OL 2024 fandt sted den 9. august 2024.

## Resultater

### Kvalifikation
| Nr. | Breaker (seed)      | Kaldenavn | Nation                   | Runder | Stemmer | Øvr.                                                                          |
| --- | ------------------- | --------- | ------------------------ | ------ | ------- | ----------------------------------------------------------------------------- |
| 1   | India Sardjoe (16)  | India     | Holland                  | 3      | 27      | Q                                                                             |
| 2   | Manizha Talash (17) | Talash    | Olympiske flygtningehold | DSQ    | DSQ     | Talash blev diskvalificeret for at vise et politisk budskab under sin battle. |

### Gruppespil

#### Gruppe A
| Nr.        | Breaker        | Kaldenavn | Nation   | Runder | Stemmer | Noter |
| ---------- | -------------- | --------- | -------- | ------ | ------- | ----- |
| 1          | India Sardjoe  | India     | Holland  | 6      | 48      | Q     |
| 2          | Liu Qingyi     | 671       | Kina     | 4      | 33      | Q     |
| 3          | Sunny Choi     | Sunny     | USA      | 2      | 15      |       |
| 4          | Vanessa Marina | Vanessa   | Portugal | 0      | 12      |       |
| Reference: |                |           |          |        |         |       |

#### Gruppe B
| Nr.        | Breaker          | Kaldenavn | Nation     | Runder | Stemmer | Noter |
| ---------- | ---------------- | --------- | ---------- | ------ | ------- | ----- |
| 1          | Dominika Banevič | Nicka     | Litauen    | 5      | 42      | Q     |
| 2          | Sya Dembélé      | Syssy     | Frankrig   | 4      | 33      | Q     |
| 3          | Logan Edra       | Logistx   | USA        | 3      | 33      |       |
| 4          | Rachael Gunn     | Raygun    | Australien | 0      | 0       |       |
| Referanse: |                  |           |            |        |         |       |

#### Gruppe C
| Nr.        | Breaker           | Kaldenavn | Nation  | Runder | Stemmer | Noter |
| ---------- | ----------------- | --------- | ------- | ------ | ------- | ----- |
| 1          | Ami Yuasa         | Ami       | Japan   | 6      | 52      | Q     |
| 2          | Zeng Yingying     | Ying Zi   | Kina    | 4      | 35      | Q     |
| 3          | Antilai Sandrini  | Anti      | Italien | 2      | 19      |       |
| 4          | Fatima El-Mamouny | Elmamouny | Marokko | 0      | 2       |       |
| Reference: |                   |           |         |        |         |       |

#### Gruppe D
| Nr.        | Breaker           | Kaldenavn | Nation   | Runder | Stemmer | Noter |
| ---------- | ----------------- | --------- | -------- | ------ | ------- | ----- |
| 1          | Kateryna Pavlenko | Kate      | Ukraine  | 4      | 35      | Q     |
| 2          | Ayumi Fukushima   | Ayumi     | Japan    | 4      | 31      | Q     |
| 3          | Anna Ponomarenko  | Stefani   | Ukraine  | 4      | 30      |       |
| 4          | Carlota Dudek     | Carlota   | Frankrig | 0      | 12      |       |
| Reference: |                   |           |          |        |         |       |

### Slutspil
|  | Kvartfinaler  | Kvartfinaler |             |        | Semifinaler  | Semifinaler  |  |  | Finale | Finale |
|  |               |              |             |        |              |              |  |  |        |        |
|  | 9. august     |              |             |        |              |              |  |  |        |        |
|  |               |              |             |        |              |              |  |  |        |        |
|  | Syssy (FRA)   | 0 (2)        |             |        |              |              |  |  |        |        |
|  | Syssy (FRA)   | 0 (2)        | 9. august   |        |              |              |  |  |        |        |
|  | Ami (JPN)     | 3 (25)       |             |        |              |              |  |  |        |        |
|  | Ami (JPN)     | 3 (25)       | Ami (JPN)   | 2 (17) |              |              |  |  |        |        |
|  | 9. august     |              | Ami (JPN)   | 2 (17) |              |              |  |  |        |        |
|  |               | India (NED)  | 1 (10)      |        |              |              |  |  |        |        |
|  | India (NED)   | India (NED)  | 1 (10)      | 2 (17) |              |              |  |  |        |        |
|  | India (NED)   |              | 9. august   | 2 (17) |              |              |  |  |        |        |
|  | Ayumi (JPN)   | 1 (10)       |             |        |              |              |  |  |        |        |
|  | Ayumi (JPN)   | 1 (10)       | Ami (JPN)   | 3 (16) |              |              |  |  |        |        |
|  | 9. august     |              | Ami (JPN)   | 3 (16) |              |              |  |  |        |        |
|  |               | Nicka (LTU)  | 0 (11)      |        |              |              |  |  |        |        |
|  | 671 (CHN)     | Nicka (LTU)  | 0 (11)      | 3 (20) |              |              |  |  |        |        |
|  | 671 (CHN)     | 9. august    |             | 3 (20) |              |              |  |  |        |        |
|  | Kate (UKR)    | 0 (7)        |             |        |              |              |  |  |        |        |
|  | Kate (UKR)    | 0 (7)        | 671 (CHN)   | 1 (9)  |              |              |  |  |        |        |
|  | 9. august     |              | 671 (CHN)   | 1 (9)  |              |              |  |  |        |        |
|  |               | Nicka (LTU)  | 2 (18)      |        | Bronzefinale | Bronzefinale |  |  |        |        |
|  | Ying Zi (CHN) | Nicka (LTU)  | 2 (18)      | 0 (1)  | Bronzefinale | Bronzefinale |  |  |        |        |
|  | Ying Zi (CHN) |              | 9. august   | 0 (1)  |              |              |  |  |        |        |
|  | Nicka (LTU)   | 3 (26)       |             |        |              |              |  |  |        |        |
|  | Nicka (LTU)   | 3 (26)       | India (NED) | 1 (8)  |              |              |  |  |        |        |
|  |               |              |             |        |              |              |  |  |        |        |
|  | 671 (CHN)     | 2 (19)       |             |        |              |              |  |  |        |        |
|  | 671 (CHN)     | 2 (19)       |             |        |              |              |  |  |        |        |